# Theodore Dreiser
Theodore Dreiser [Drajzr] (27. srpen 1871 – 28. prosinec 1945) byl americký prozaik a novinář, představitel naturalismu.

## Dílo
Byl ovlivněn svými novinářskými počátky a studiem sociologie. Pro jeho díla je typická kritika americké společnosti a lidí toužící po kariéře a penězích. Jeho kritika je založena na tvrzení, že peníze a kariéra vedou ke ztrátě lidskosti a citů. Zároveň o něm lze říct, že ho „lepší“ vrstvy fascinovaly. Ve svých dílech se pokoušel najít moderního amerického hrdinu. Člen komunistické strany se zájmem o sociální politiku.
- Sestřička Carrie (1900) – hlavní postava Carrie odjede do Chicaga za bohatstvím. Kniha končí tím, že je Carrie sice dosáhla svých cílů, ale není šťastná.
- Americká tragédie (1925) – příběh chudého muže Clydea Griffitha, toužícího po bohatství. Vyhledal práci v továrně svého strýce - milionáře, kde opuštěn  navázal vztah s dělnicí Robertou, krátce potom také se Sandrou, dcerou milionáře. Když zjistil, že mu těhotná Roberta stojí v cestě ke kariéře a k výhodnějšímu sňatku se Sandrou, odeslal Robertu domů a vymyslel, jak se jí zbavit. Vylákal Robertu na výlet, kde ji při projížďce na jezeře utopil. Byl za to odsouzen k smrti.
- Jennie Gerhardtová
- Trilogie touhy
  - Finančník
  - Titán
  - Stoik